# Galleri Svalbard
Galleri Svalbard var ett kommunalt konstgalleri i Longyearbyen på Spetsbergen i Svalbard. Det låg tillsammans med Longyearbyen Kunst- og håndverksenter i en byggnad i området Nybyen, där viss konstverksamhet fortfarande pågår, under namnet Spitsbergen Artists Center. Sommaren 2021 stängdes konstgalleriet på platsen och stora delar av samlingen flyttades till Svalbard Museum vid universitetscentret i centrala Longyearbyen. 
Galleriet består av permanenta och tillfälliga utställningar. Av permanenta samlingar visas konstverk av Kåre Tveter (1922–2012), Svalbardsamlingen, som består av kartor, böcker och lokalt cirkulerade Svalbardssedlar samt Recherche-samlingen, som består av litografier från Rechercheexpeditionen 1838–1839. Galleriet arrangerar konserter, teater och andra kulturarrangemang.

## Svalbardssamlingen
Svalbardssamlingen har den tidigare administrative direktören vid Store Norske Spitsbergen Kulkompani A/S Henrik Varming som upphovsman. Henrik Varming var född och uppvuxen på Svalbard. Hans samling inköptes av en för ändamålet bildad stiftelse. Den äldsta kartan är från 1570. Den äldsta kartan med Spetsbergen inritad är Willem Barentsz karta från 1598, ritad efter hans resa till Spetsbergen 1596. Det finns en karta av Mercator från 1606.
År 2002 fick stiftelsen också en samling betalningsmärken, som användes i Svalbard mellan 1916 och 1979. Den förre gruvarbetaren Ingvald Johansen samlade under många år dessa lokala betalningsmedel. Sedlarna har varit i cirkulation inom verksamheten som bedrivits av de olika gruvföretagen i Longyearbyen samt på Bjørnøya, i Ny-Ålesund och i de ryska bosättningarna Barentsburg och Pyramiden. Betalningsmärkena kunde endast användas i Svalbard.